# Polygrammodes runicalis
Polygrammodes runicalis là một loài bướm đêm trong họ Crambidae.